# Saint-Julien-de-la-Liègue
Saint-Julien-de-la-Liègue är en kommun i departementet Eure i regionen Normandie i norra Frankrike. Kommunen ligger i kantonen Gaillon-Campagne som tillhör arrondissementet Les Andelys. År 2022 hade Saint-Julien-de-la-Liègue 419 invånare.

## Befolkningsutveckling
Antalet invånare i kommunen Saint-Julien-de-la-Liègue
Referens:INSEE